# 丙烯酸-2-乙基己酯
丙烯酸-2-乙基己酯是一种有机化合物，化学式为C11H20O2。它在欧盟经济区的生产量或进口量超10万吨/年。它可用于制造塑料产品。

## 制备
它可由丙烯酸和2-乙基己醇在对苯二酚聚合抑制剂和甲磺酸等强酸存在下反应制得。